# 笑內站
笑內站（日语：／ Okashinai eki */?）是位於秋田縣北秋田市阿仁笑內，屬於秋田內陸縱貫鐵道的秋田內陸線車站。站名源自於阿伊努語的，意思是河流下遊的小屋。

## 歴史
- 1963年（昭和38年）10月15日 - 國鐵阿仁合線啟用，當時車站位於北秋田郡阿仁町（日语：阿仁町）[2][1]。
- 1986年（昭和61年）11月1日 - 秋田內陸縱貫鐵道接管阿仁合線，成為秋田內陸縱貫鐵道秋田內陸北線（1989年改名為秋田內陸線）[3][1]。

## 車站構造
此站是地面車站，設有1面1線的單式月台。沒有車站大樓，在月台上設有候車處。

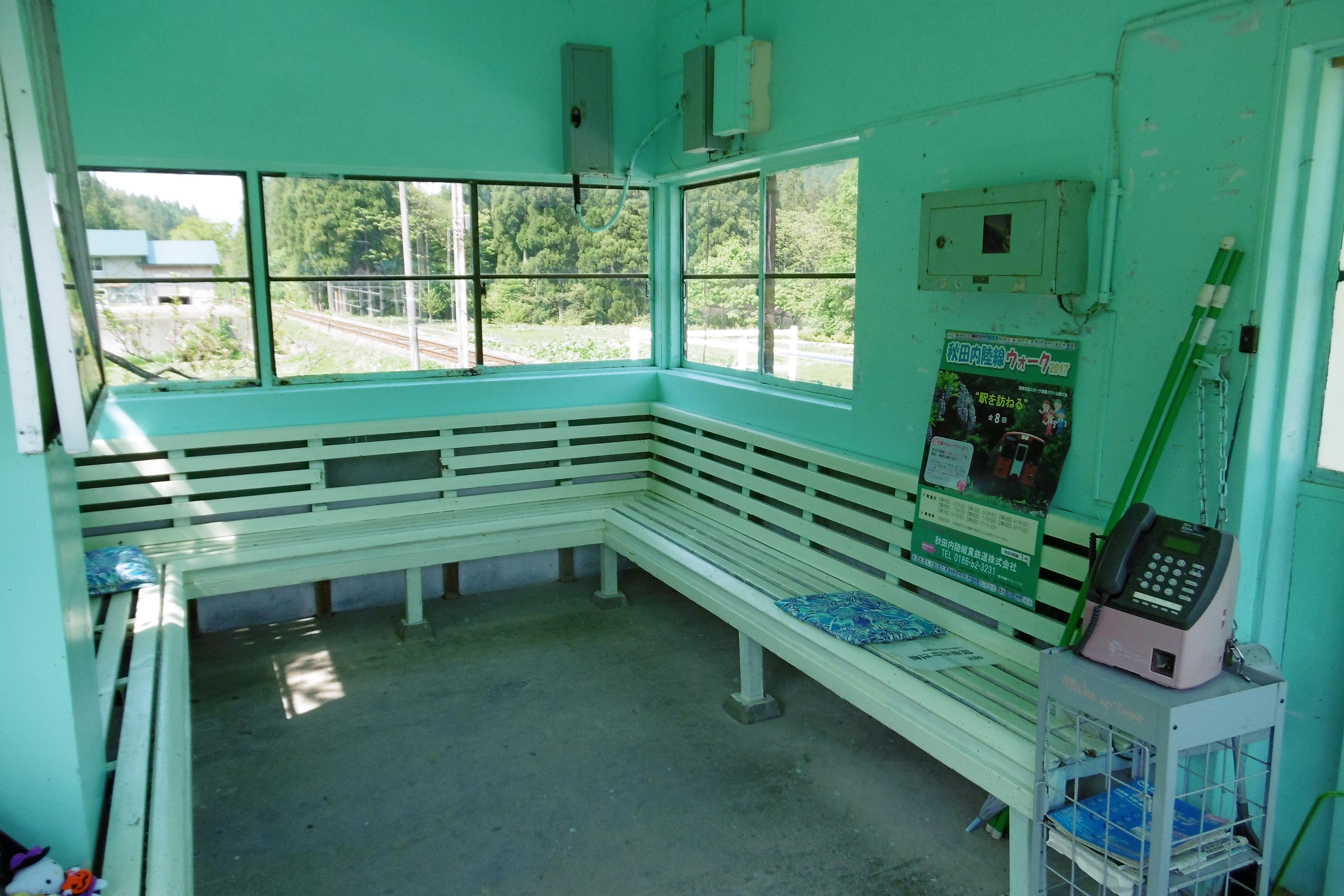
候車室内(2017年5月)

## 使用狀況
| 1日上落車人次 | 1日上落車人次 |
| 年度          | 1日平均人次   |
| ------------- | ------------- |
| 2016年        | 8             |
| 2017年        | 8             |

## 車站周邊
車站周邊沒有商店鋪。
- 阿仁川（日语：阿仁川）
- 國道105號（日语：国道105号）[1]
- 根子隧道 - 前往根子村落的捷徑。

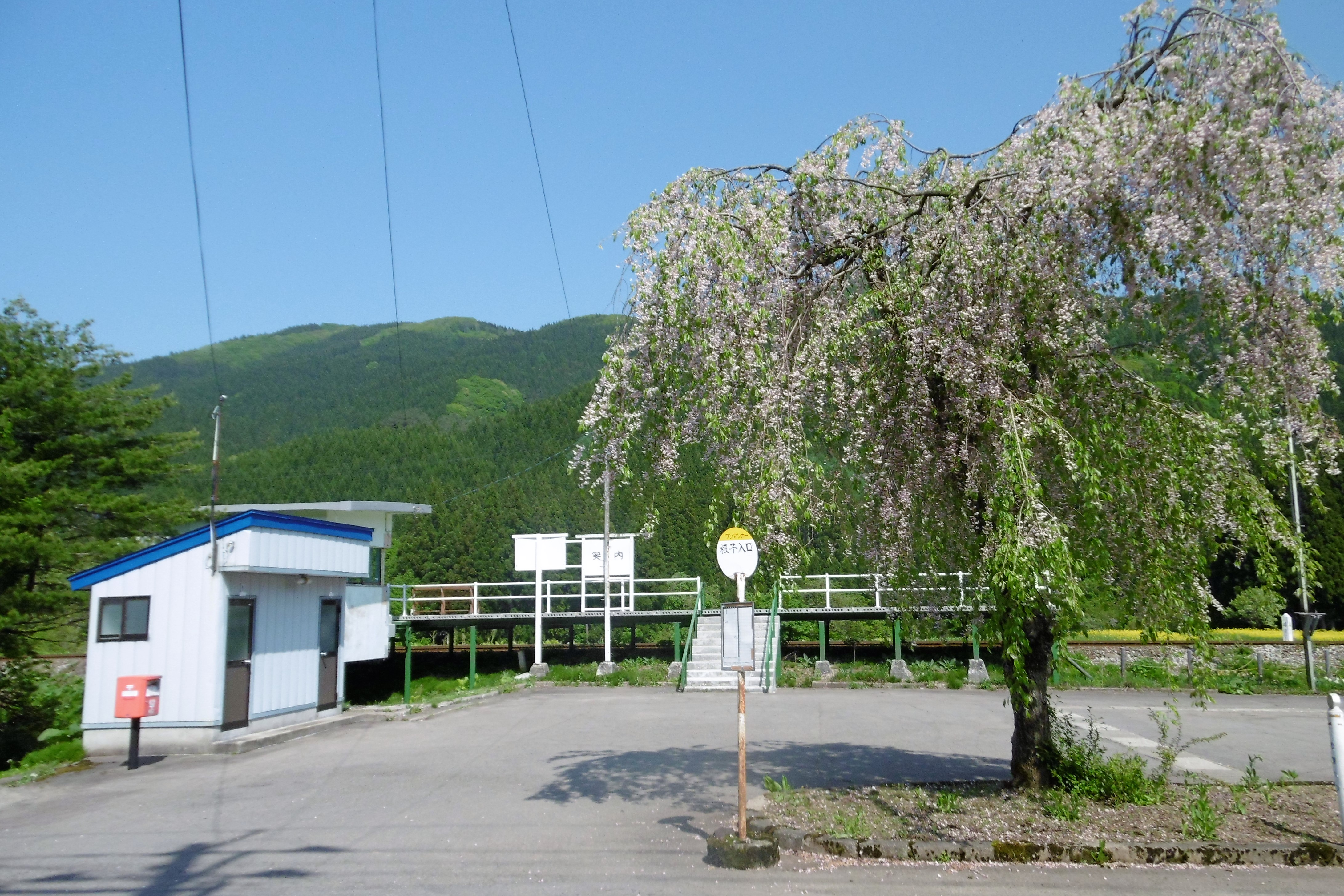
站前廣場

此站最接近「根子村落」。在源平合戰時代已經有這村落，以「又鬼發明之地」而知名。電影導演山田洋次作為選定委員長，該村落被選為「日本之里100選」之一。在村落內設有「根子番樂」，為國家重要非物質民間文化財產。「根子番樂」是一個傳統神樂，在勇壯的武士在跳舞時演奏。

## 相鄰車站
秋田內陸縱貫鐵道
■秋田內陸線
□快速（部分班次通過）、■普通
萱草－笑內－岩野目

## 注腳
1. 1 2 3 4 5 6 7 8  江口英佑. . 朝日新聞 (朝日新聞社). 2015-05-05: 朝刊 秋田全県版 （日语）.
2. ↑  1963年（昭和38年）10月11日付　日本國有鐵道公示第509號。『停車場変遷大事典　国鉄・JR編Ⅱ』（1998年、JTB）555頁記載。
3. ↑  . 鐵道雜誌 (鐵道雜誌社). 1987-01, 21 (1): 50 （日语）.
4. ↑  国土数値情報(駅別乗降客数データ) （日語） - 統計情報研究，2020年8月30日參閲

## 外部連結
- 路線圖（各站資訊） （页面存档备份，存于）（日語） - 秋田內陸縱貫鐵道